# Nikolaus Bosch
Nikolaus Bosch (* 1965 in Ulm) ist ein deutscher Jurist und Professor für Strafrecht an der Universität Bayreuth.

## Leben
Nach dem 1994 abgelegten zweiten juristischen Staatsexamen war er als wissenschaftlicher Assistent am Lehrstuhl für Strafrecht und Strafprozessrecht (Joachim Hermann) in Augsburg tätig und wurde dort 1997 mit einer Arbeit zum Strafprozessrecht (Titel: „Aspekte des nemo tenetur-Prinzips aus verfassungsrechtlicher und strafprozessualer Sicht“) promoviert. Im Jahre 2002 habilitierte er sich für Strafrecht, Strafprozessrecht, Wirtschaftsstrafrecht und Kriminologie. Im Jahre 2005 wurde er zum Professor an der Universität Bayreuth ernannt. Er ist unter anderem Mitherausgeber der Zeitschrift Juristische Ausbildung und Kommentator im Schönke/Schröder.